# Darío Valenzuela
Darío Valenzuela Van Treek (Rancagua, 1961) es un ingeniero y político chileno. Fue alcalde de Rancagua durante el período 1996-2000.

## Biografía
Hijo de Darío Valenzuela Carreño y Ema Van Treek Carrasco. 
Realizó sus estudios primarios en la Escuela Moisés Mussa en primero básico, luego de segundo a octavo básico  en el Instituto O'Higgins de Rancagua, perteneciente a los Hermanos Maristas. En la Enseñanza media estudió en la Escuela Industrial N°1 de hombres de Rancagua, la especialidad de Máquinas y Herramientas,ubicada en avenida Baquedano.Posteriormente ingresó a la Universidad Católica de Valparaíso en 1979, donde se tituló de ingeniero de Ejecución Mecánico. Estudió en el Instituto Latinoamericano de Doctrina y Estudios Sociales, en el año 1985  Santiago, obteniendo el grado de Licenciado en Ciencias Políticas y Económicas. Luego, entre 1998 al 2002, estudió la carrera de ingeniería civil industrial vespertina mientras era alcalde y concejal, y posteriormente entre el año 2005 y 2006 estudió un MBA en la Universidad Santa María y en el año 2008 un MBA en la Universidad Politécnica de Cataluña.[cita requerida], sacó un Diplomado en Evaluación de Proyectos Industriales (año 2002), Un Diplomado en Gestión del Cuidado y Seguridad del Paciente, en la Universidad de Chile, año 2018 y actualmente (2023) está iniciando un Diplomado de Recursos Hídricos con foco en dasaladoras, de la Universidad de Santiago.
En 1986 comenzó a ejercer su profesión como ingeniero supervisor de proyectos en la División El Teniente de Codelco Chile, hasta 1989.[cita requerida] Luego fue ingeniero jefe de mantención preventiva de Laboratorio Geka de Procter and Gamble,Chile entre 1989 a 1992, luego consultor en calidad total año 1992, Director del Fondo de Proyectos Productivos de SUR Profesionales, de 1993 a 1994, Director de sede Rancagua de SERCAL, años 1994-1995, alcalde de Rancagua 1996-2000, profesional de Programa Chile Barrios 2001-2002, Seremi de Obras Públicas 2003-2006, Director Regional de CORFO 2006-2008,docente en la Universidad de La Serena y la Universidad Pedro de Valdivia entre 2009 al 2011, consultor para proyectos de FERRONOR S.A del 2008 al 2009, director del Hospital de Illapel del 2010 al 2011[cita requerida], gerente de Desarrollo de ESR Ltda. el 2012, Administrador de Contratos en el proyecto de Construcción planta de Molibdeno y concentrado de cobre de Minera Sierra Gorda en años 2013 al 2014,Jefe logístico Administrativo y Subdirector de Operaciones del Hospital San Pablo de Coquimbo entre años 2015 al 2018,jefe sección Logística del Servicio de Salud Coquimbo del 2019 al 2022 y actualmente se desempeña desde mayo de 2022 como Secretario Ejecutivo de la Comisión Regional para la Escasez Hídrica de la Delegación Presidencial Regional de Coquimbo, en comisión de servicios como funcionario del Servicio de Salud.

## Carrera política
Durante el régimen militar se desempeñó como dirigente universitario; fue elegido en 1984 presidente del primer Centro de Alumnos democrático de la Escuela de Ingeniería Mecánica en la Universidad Católica de Valparaíso, militando en la Juventud Universitaria del Partido Demócrata Cristiano, partido en el cual fue militante desde 1982 hasta 1985.[cita requerida]
Posteriormente militó en el MAPU, desde el año 1985 hasta su extinción en 1989.Ingresó al Partido por la Democracia (PPD) desde su creación y preparación para el plebiscito de 1998, en el cual fue vicepresidente comunal por Rancagua , entre los años 1994 y 1995, y luego presidente provincial en año 1996 por Cachapoal.[cita requerida]. El año 2008 renunció al PPD. El año 2011 al 2017 fue militante del P.S en La Serena. Desde el 17 de mayo del 2023 es militante de Revolución Democrática.
Fue elegido alcalde de Rancagua en las elecciones municipales de 1996, ejerciendo el cargo entre 1996 y 2000. Durante su gestión como alcalde implementó el programa Rancagua Emprende, que pretendió impulsar el emprendimiento de la ciudad, además de crear la incubadora de microempresas de Rancagua. También gestionó la construcción del «Parque de Gaudí» y la Capilla de Nuestra Señora de los Ángeles en el Parque Comunal de Rancagua. Entre los años 1998 y 1999 fue presidente del capítulo regional de la Asociación Chilena de Municipalidades, y posteriormente, en 1999 al 2000, secretario general nacional de dicha Asociación.[cita requerida]
Buscó la reelección en las elecciones municipales de 2000, pero no obtuvo la primera mayoría de los candidatos, la cual fue ganada por Pedro Hernández Garrido, pero sí obtuvo un cupo como primer concejal de la comuna para el periodo 2000-2004, perdiendo por 474 votos en las 417 mesas de votación. Entre marzo de 2003 a abril de 2006 fue electo por concurso público Seremi de Obras Públicas de la región de Coquimbo. Entre mayo de 2006 a abril de 2008, fue nombrado director regional en Coquimbo de la CORFO.[cita requerida]
Renunció al PPD y fue candidato a alcalde de Rancagua en forma independiente  en las elecciones municipales de 2008. El año 2011 se sumó al Partido Socialista de Chile. hasta el año 2017. Desde el 17 de mayo del 2023 es militante del partido Revolución Democrática.

## Historial electoral

### Elecciones municipales de 2000
- Elecciones municipales de 2000, para la alcaldía de Rancagua[3]

| Candidato                  | Pacto        | Partido | Votos  | %     | Resultado |
| -------------------------- | ------------ | ------- | ------ | ----- | --------- |
| Pedro Hernández Garrido    | Alianza      | RN      | 26 094 | 29,81 | Alcalde   |
| Eduardo Soto Romero        | Alianza      | UDI     | 1 428  | 1,63  | Concejal  |
| Pamela Medina Schulz       | Alianza      | ILC     | 680    | 0,78  | Concejal  |
| Darío Valenzuela Van Treek | Concertación | PPD     | 25 620 | 29,27 | Concejal  |
| Jacqueline Garate Guajardo | Concertación | PPD     | 716    | 0,82  | Concejal  |
| Edinson Ortiz González     | Concertación | PS      | 2 279  | 2,60  | Concejal  |
| Claudio Sule Fernández     | Concertación | PRSD    | 12 952 | 15,24 | Concejal  |
| Ricardo Tudela Barraza     | Concertación | PDC     | 4 046  | 4,62  | Concejal  |

### Elecciones municipales de 2008
- Elecciones municipales de 2008, para la alcaldía de Rancagua[4]

| Candidato                  | Pacto                    | Partido | Votos  | %     | Resultado |
| -------------------------- | ------------------------ | ------- | ------ | ----- | --------- |
| Eduardo Soto Romero        | Alianza                  | UDI     | 36.385 | 44,10 | Alcalde   |
| Carlos Arellano Baeza      | Concertación Democrática | PDC     | 33.254 | 40,30 |           |
| Darío Valenzuela Van Treek | Por un Chile Limpio      | ILA     | 8.056  | 9,76  |           |
| Hernán Lagos Oyarzún       | Juntos Podemos Más       | PC      | 4.818  | 5,84  |           |